# Autorité des marchés financiers (France)
Pour les articles homonymes, voir Autorité des marchés financiers et AMF.
L'Autorité des marchés financiers (AMF) est une institution financière et une autorité publique indépendante française créée le 1er août 2003 par la loi de sécurité financière, dotée de la personnalité morale et disposant d'une autonomie financière, qui a pour missions de veiller à la protection de l'épargne investie dans les instruments financiers, à l'information des investisseurs et au bon fonctionnement des marchés d'instruments financiers.
Elle a pour missions principales :
- de veiller au respect des lois ;
- de protéger les épargnants.

Elle apporte son concours à la régulation de ces marchés aux échelons européen et international, et veille à la bonne application du droit boursier.
Au niveau européen, l’AMF participe au système européen de supervision financière au sein de l'Autorité européenne des marchés financiers (European Securities and Markets Authority, ESMA).
Au niveau international, elle est membre de l'Organisation internationale des commissions des valeurs mobilières (IOSCO) et du Forum de stabilité financière.
L’AMF est membre du Conseil européen du risque systémique (European Systemic Risk Board, ESBR).

## Histoire
L’Autorité des marchés financiers (AMF), créée par la loi no 2003-706 de sécurité financière du 1er août 2003, est issue de la fusion du Conseil des marchés financiers (CMF), de la Commission des opérations de bourse (COB), déjà appelée "gendarme de la Bourse", et du Conseil de discipline de la gestion financière (CDGF).
Ce rapprochement a pour objectif de renforcer l'efficacité et la visibilité de la régulation de la place financière française. Son premier président est le haut fonctionnaire Michel Prada, qui a été trésorier de la fondation Hôpitaux-de-Paris-Hôpitaux-de-France, à l'origine de l'opération pièces jaunes en 1991-1992 puis président de l'Orchestre de Paris de 1989 à 2001, avant de rejoindre l’AMF en 2003 à 2008.
Sous la présidence de Jean-Pierre Jouyet, qui lui a succédé en 2008, la loi de régulation bancaire et financière est promulguée. Elle lui confère, ainsi qu'à l'Autorité qu'il préside, de nouvelles prérogatives et missions. Plusieurs réformes au sein de l'autorité sont ainsi mises en application au niveau des sanctions : publicité des sanctions, relèvement du plafond des amendes, mise en place du principe de transaction, droit du collège à faire appel des décisions de la commission des sanctions et au niveau de la défense : davantage de place laissée au débat contradictoire,.
La loi du 20 janvier 2017 portant statut général des autorités administratives indépendantes et des autorités publiques indépendantes donne à l’AMF le statut d’autorité administrative indépendante.
Dans les années 2020, l’AMF est confrontée à une transformation importante de son environnement : digitalisation des marchés, enjeux de la finance durable, apparition de nouveaux produits comme les crypto-actifs (en), développement de la réglementation européenne, mais aussi le développement des arnaques en ligne.

## Missions
L’AMF régule les acteurs et produits de la place financière française :
- les marchés financiers, leurs infrastructures et les marchés de quotas d’émission de gaz à effet de serre,
- les sociétés cotées,
- les intermédiaires financiers autorisés à fournir des services d’investissement ou des conseils en investissements financiers (établissements de crédit autorisés à fournir des services d’investissement, entreprises d’investissement, sociétés de gestion de portefeuille, conseillers en investissements financiers, démarcheurs),
- les produits d’épargne collective investie dans des instruments financiers.

Pour remplir ses missions, l’Autorité des marchés financiers :
- édicte des règles,
- autorise les acteurs, vise les documents d’information sur les opérations financières et agrée les produits d’épargne collective,
- surveille les acteurs et les produits d’épargne soumis à son contrôle,
- mène des enquêtes et des contrôles,
- dispose d’un pouvoir de sanction,
- informe les épargnants et propose un dispositif de médiation.

## Nature juridique
L’article L621-1 du Code monétaire et financier (noté ici CMF) dispose que l'Autorité des marchés financiers est une autorité publique indépendante (une autorité administrative indépendante dotée de la personnalité morale). Elle est donc investie de prérogatives de puissance publique et peut ester en justice et toute personne juridique peut agir contre elle.

## Organisation

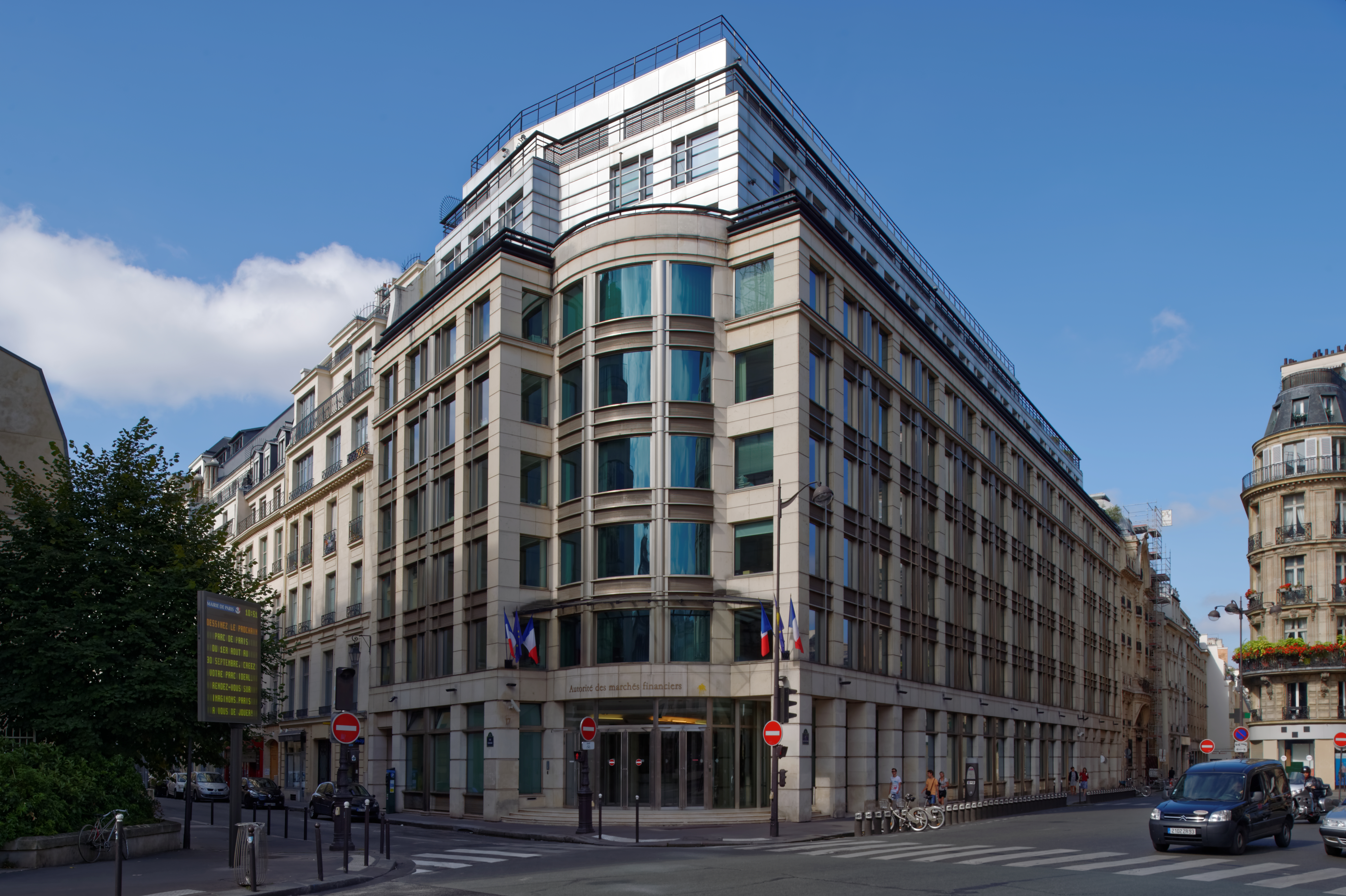
Le siège de l'Autorité des marchés financiers est situé à proximité de la place de la Bourse, à Paris.

L’Autorité des marchés financiers est composée d’un collège, principal organe décisionnel de l’AMF, présidé par le président de l’AMF, et d’une commission des sanctions indépendante. L’AMF dispose de services, dirigés par un secrétaire général sous l’autorité du président, qui nomme le secrétaire général.
Aucun membre de l'Autorité des marchés financiers ne peut délibérer dans une affaire dans laquelle lui-même ou, le cas échéant, une personne morale au sein de laquelle il a, au cours des deux années précédant la délibération, exercé des fonctions ou détenu un mandat, a ou a eu un intérêt au cours de la même période. Il ne peut davantage participer à une délibération concernant une affaire dans laquelle lui-même ou, le cas échéant, une personne morale au sein de laquelle il a, au cours des deux années précédant la délibération, exercé des fonctions ou détenu un mandat, représenté une des parties intéressées au cours de la même période.
Les membres, les personnels et préposés de l'Autorité des marchés financiers ainsi que les experts nommés dans les commissions sont tenus au secret professionnel. Ce secret n'est pas opposable à l'autorité judiciaire agissant dans le cadre soit d'une procédure pénale, soit d'une procédure de liquidation judiciaire.

### Présidence
Le président est nommé par décret du président de la République pour un mandat de cinq ans, non renouvelable. Cette nomination est soumise au contrôle des commissions parlementaires (Article 13 de la Constitution).
Le président de l'Autorité des marchés financiers prend les mesures appropriées pour assurer le respect des obligations et interdictions résultant des incompatibilités de fonctions.
| Portrait                                                                    | Identité                                  | Période          | Période          |
| Portrait                                                                    | Identité                                  | Début            | Fin              |
| --------------------------------------------------------------------------- | ----------------------------------------- | ---------------- | ---------------- |
| Pas de portrait sous licence libre disponible pour Michel Prada.            | Michel Prada                              | 21 novembre 2003 | 12 décembre 2008 |
| Jean-Pierre Jouyet                                                          | Jean-Pierre Jouyet                        | 12 décembre 2008 | 19 juillet 2012  |
| Pas de portrait sous licence libre disponible pour Jacques Delmas-Marsalet. | Par intérim : Jacques Delmas-Marsalet (d) | 19 juillet 2012  | 1er août 2012    |
| Pas de portrait sous licence libre disponible pour Gérard Rameix.           | Gérard Rameix                             | 1er août 2012    | 24 juillet 2017  |
| Pas de portrait sous licence libre disponible pour Robert Ophèle.           | Robert Ophèle                             | 24 juillet 2017  | 31 juillet 2022  |
| Pas de portrait sous licence libre disponible pour Jean-Claude Hassan.      | Par intérim : Jean-Claude Hassan (d)      | 1er août 2022    | 25 octobre 2022  |
| Marie-Anne Barbat-Layani en 2017.                                           | Marie-Anne Barbat-Layani                  | 26 octobre 2022  | En cours         |

### Commissaire du Gouvernement
L’article L621-3 I dispose que le directeur général du Trésor ou son représentant siège auprès de toutes les formations de l'AMF, à l’exception de la commission des sanctions, sans voix délibérative. Il peut, sauf en matière de sanctions, demander une deuxième délibération.

### Médiateur
Le médiateur de l’Autorité des marchés financiers est nommé par le président de l’Autorité des marchés financiers après avis du collège, pour une durée de trois ans renouvelable. Il est habilité à recevoir de tout intéressé les réclamations qui entrent par leur objet dans la compétence de l’Autorité des marchés financiers et à leur donner la suite qu'elles appellent.

### Services, personnels et budget
L’AMF compte 500 collaborateurs en 2020. Le personnel, est composé pour partie d’agents contractuels de l'État et, pour l’essentiel , de collaborateurs de droit privé.
L’AMF est dotée d’une autonomie financière. Son budget est arrêté par le collège sur proposition du secrétaire général. Les dispositions de la loi du 10 août 1922 relative à l'organisation du contrôle des dépenses engagées ne lui sont pas applicables. Elle ne reçoit aucune subvention, et perçoit le produit des contributions des acteurs de la place financière, établies à l'article L. 621-5-3, dans la limite d’un plafond fixé chaque année en loi de finances, et verse le surplus au budget de l’Etat. Un décret en Conseil d'État fixe le régime indemnitaire de ses membres, son régime comptable et les modalités d'application.
En 2010, sous l'impulsion de Jean-Pierre Jouyet, les ressources de l'AMF sont augmentées par le Parlement afin qu'elle puisse assurer les nouvelles missions conférées par le législateur dans la loi de régulation bancaire et financière et pour qu'elle puisse s'adapter aux nouvelles technologies utilisées sur les marchés financiers. Elles sont de nouveau augmentées sous l’impulsion de Marie-Anne Barbat-Layani, en 2023 et 2024, pour prendre en charge les missions nouvelles prévues par plusieurs directives européennes, en matière de finance digitale, de finance durable et de surveillance de la résilience opérationnelle et cyber des entités régulées.
Les ressources de l’AMF sont de 115 millions d’euros en 2023  ; les budgets de l’AMF ont été en déficit de 2017 à 2021. En 2023, Marie-Anne Barbat-Layani a pris l’engagement d’assurer une stricte égalité des dépenses et des recettes sous plafond.
Les biens immobiliers appartenant à l'Autorité des marchés financiers sont soumis aux dispositions du code général de la propriété des personnes publiques applicables aux établissements publics de l'État.

### Conseil scientifique
Afin d’élargir son dispositif d’étude et de veille stratégique, l’Autorité des marchés financiers s’est dotée d’un Conseil scientifique composé de personnalités reconnues du monde académique et financier.

## Formations
La réforme des autorités financières, aboutissant à l’AMF, a été une réalisation quelque peu artificielle. En effet, au sein de cette autorité unique, il y a plusieurs formations presque autonomes, directement inspirées de la COB, de la CMF et du CDGF. Elles prennent la forme d'autorités administratives aux attributions à la fois propres et partagées. Les membres de ces formations sont également soumis à un statut rigoureux (incompatibilité avec certaines professions, secret professionnel, etc.). Leur mandat est également de 5 ans renouvelable une fois. Les formations de L'AMF sont le Collège et la Commission des Sanctions.

### Fonctionnement et relations des formations
Les décisions de chaque formation de l'Autorité des marchés financiers sont prises à la majorité des voix. En cas de partage égal des voix, sauf en matière de sanctions, la voix du président est prépondérante. En cas d'urgence constatée par son président, le collège peut, sauf en matière de sanctions, statuer par voie de consultation écrite. Un décret en Conseil d'État fixe les règles applicables à la procédure et aux délibérations des formations de l'Autorité des marchés financiers. L'Autorité des marchés financiers détermine dans son règlement général les modalités de mise en œuvre de ces règles.
En matière de sanctions, une décision de la COB a été annulée par la Cour d’Appel de Paris en mars 2000 pour non-respect de l’article 6 de la CEDH. C'est pourquoi le législateur a instauré une séparation entre collège et commission des sanctions pour respecter l’article 6 de la CEDH concernant les règles du procès équitable selon lesquelles ceux qui déclenchent les poursuites, qui instruisent (en l’espèce le collège de l’AMF) et ceux qui statuent sur la culpabilité et la sanction (en l’espèce la commission des sanctions de l’AMF) ne doivent pas être les mêmes personnes.

### Collège

#### Attributions
Il a été qualifié d’organe plénier c’est-à-dire de plein exercice. Il prend toutes les décisions qui ne relèvent pas de la commission des sanctions et arrête toutes les décisions individuelles en matière d’offre publique d’acquisition.

#### Composition
Le collège comprend, outre un président, quinze membres : 
- Un conseiller d’État désigné par le vice-président du Conseil d’État ;
- Un conseiller à la Cour de cassation désigné par le premier président de la Cour de cassation ;
- Un magistrat de la  Cour des comptes désigné par le premier président de la Cour des comptes ;
- Un sous-gouverneur de la Banque de France désigné par le gouverneur ;
- Le président de l'Autorité des normes comptables ;
- Trois membres désignés, à raison de leur compétence financière et juridique ainsi que de leur expérience en matière d’offre au public de titres financiers, d’admission d'instruments financiers aux négociations sur un marché réglementé et d'investissement de l’épargne dans des instruments financiers, respectivement par le Président du Sénat, le Président de l’Assemblée nationale et le président du Conseil économique, social et environnemental ;
- Six membres désignés, à raison de leur compétence financière et juridique ainsi que de leur expérience en matière d’offre au public de titres financiers, d’admission d’instruments financiers aux négociations sur un marché réglementé et d’investissement de l’épargne dans des instruments financiers, par le ministre chargé de l’économie après consultation des organisations représentatives des sociétés industrielles et commerciales dont les titres font l’objet d’offre au public ou d’admission aux négociations sur un marché réglementé, des sociétés de gestion de placements collectifs et des autres investisseurs, des prestataires de services d’investissement, autres que des sociétés de gestion de portefeuille, des entreprises de marché, des chambres de compensation, des gestionnaires de systèmes de règlement livraison et des dépositaires centraux ;
- Un représentant des salariés actionnaires désigné par le ministre chargé de l’économie après consultation des organisations syndicales et des associations représentatives[24].

### Commission des sanctions
C’est la grande innovation de la loi instituant l’AMF.

#### Composition
Elle est composée de douze membres qui sont nommés selon des critères voisins du collège :
- Deux membres du Conseil d’État désignés par le vice-président du Conseil d’État ;
- Deux membres de la Cour de cassation désignés par le premier président de la Cour de cassation ;
- Six membres désignés, à raison de leur compétence financière et juridique ainsi que de leur expérience en matière d’offre au public de titres financiers, d’admission d’instruments financiers aux négociations sur un marché réglementé et d’investissement de l’épargne dans des instruments financiers, par le ministre chargé de l’économie après consultation des organisations représentatives des sociétés industrielles et commerciales dont les titres font l’objet d'offre au public ou d’admission aux négociations sur un marché réglementé, des sociétés de gestion de placements collectifs et des autres investisseurs, des prestataires de services d’investissement autres que des sociétés de gestion de portefeuille, des entreprises de marché, des chambres de compensation, des gestionnaires de systèmes de règlement livraison et des dépositaires centraux ;
- Deux représentants des salariés des entreprises ou établissements prestataires de services d’investissement autres que des sociétés de gestion de portefeuille, des sociétés de gestion de placements collectifs, des entreprises de marché, des chambres de compensation, des gestionnaires de systèmes de règlement livraison et des dépositaires centraux, désignés par le ministre chargé de l'économie après consultation des organisations syndicales représentatives[24].

La commission des sanctions est composée de deux sections de six membres. Pour les affaires importantes, les sections peuvent se réunir en séance plénière.

### Commissions spécialisées et commissions consultatives
L’article L. 621-2, paragraphe I du CMF prévoit que l’AMF peut aussi se doter de commissions spécialisées et de commissions consultatives. Dans des conditions fixées par décret en Conseil d'État, le collège peut donner délégation à des commissions spécialisées constituées en son sein et présidées par le président de l'Autorité des marchés financiers pour prendre des décisions de portée individuelle. Le collège peut également constituer des commissions consultatives, dans lesquelles il nomme, le cas échéant, des experts pour préparer ses décisions.

## Pouvoirs

### Pouvoir réglementaire
L'AMF est investie d’un pouvoir réglementaire proche de celui dont disposait la COB. Ce pouvoir se traduit par l’adoption d’un règlement général unique (RGU).
Ce RGU comprend notamment :
- Les règles qui s’imposent aux émetteurs faisant appel public à l'épargne ou aux émetteurs d'instruments financiers sur les marchés financiers.
- Les règles relatives aux offres publiques (OPA, OPE, etc.).
- Les conditions d’exercice des professionnels des marchés financiers (comme les prestataires de service d’investissement, les entreprises de marché, les chambres de compensation et leurs adhérents, etc.).
- Les règles de déontologie des personnels de l’AMF.

L'AMF a publié le livre Ier de son nouveau RGU par arrêté du 12 octobre 2004. Pour l’application de son RGU, l’AMF peut publier des instructions et des recommandations qui sont destinées à préciser l’interprétation du RGU.

### Pouvoir de contrôle et d’enquête
Comme la COB ou le CMF, l’AMF dispose du pouvoir d’effectuer des contrôles et des enquêtes tendant à veiller à la régularité des opérations effectuées sur les marchés financiers et au respect des obligations professionnelles auxquelles sont tenues les professionnels des marchés financiers.
Dans le cadre de ses contrôles, les agents de l’AMF peuvent se rendre dans tout local à usage professionnel, se faire remettre tout document quel qu'en soit le support et en obtenir une copie, mais non procéder à des perquisitions ou saisies sauf à en être dûment autorisés par un juge sur requête préalable.

### Pouvoirs d’injonction
À l’instar de la COB et du CMF, l'AMF est investie d’un pouvoir d’injonction directe et indirecte qui s’étend à l’ensemble de ses missions.

#### Pouvoir d’injonction directe
C’est le pouvoir d’ordonner à toutes personnes se livrant à une pratique de nature à porter atteinte aux droits des épargnants de mettre fin sans délai à ces pratiques. C’est un pouvoir important et il est donc prévu que les personnes visées doivent être en mesure de faire connaître par écrit leurs observations au collège de l’AMF dans un délai de 3 jours ouvrés avant toute sanction.

#### Pouvoir d’injonction indirecte
C’est le pouvoir qu’a le président de l’AMF de saisir le président du tribunal judiciaire de Paris, statuant en référé, pour qu’il ordonne à toute personne de mettre fin à des pratiques contraires à des textes législatifs ou réglementaires concernant les marchés financiers.

### Pouvoir de sanction individuelle
L’AMF est dotée de tous les pouvoirs de sanction administratif et disciplinaire dont disposaient la COB, le CMF et le CDGF. Toutefois les pouvoirs de déclenchement des enquêtes, de poursuites et les pouvoirs de sanctions sont scindés.
En cas de soupçon d’infraction le secrétaire général de l’AMF transmet le dossier au Collège. Celui-ci décide s'il déclenche des poursuites. Le cas échéant, le dossier est transmis à la Commission des sanctions.
Puis la Commission des sanctions désigne en son sein un rapporteur - une sorte de juge d’instruction - et c’est elle qui se prononcera, après instruction, sans la présence du rapporteur, sur la culpabilité et le quantum d'une éventuelle sanction qu’il y a lieu de l'infliger.

### Recours contre les décisions individuelles

#### Antérieurement à la loino2003-706du1eraoût 2003
- En matière d’offre publique d’acquisition et de sanction administrative de la COB c’était la Cour d’appel de Paris qui était compétente.
- En matière d'agrément et de sanction disciplinaire du CMF et de la COB, c’était le Conseil d'État qui était compétent.

#### Depuis la loino2003-706
Le législateur a maintenu la dualité de compétence entre juge administratif et juge judiciaire en matière de recours contre les décisions individuelles de l’AMF.
- Les recours contre les décisions relatives aux agréments ou aux sanctions infligées aux professionnels des marchés financiers sont de la compétence du Conseil d'État saisi dans un délai de deux mois après signification de la décision de sanction et de dix jours après publication des autres décisions.
- Les recours contre les décisions de portée individuelle autres que ceux cités relèvent de la Cour d’appel de Paris saisie dans un délai de quinze jours après publication des décisions.

Toutefois ces recours n'ont pas d'effet suspensif, sauf si la juridiction en décide autrement.

## Mise en perspective européenne

### Organisation du contrôle du secteur financier
Dans le modèle de régulation « twin peaks », l'AMF est l'autorité de supervision des marchés financiers alors que la supervision et le contrôle des acteurs (financiers, bancaires et assurantiels) est assuré par l'Autorité de contrôle prudentiel et de résolution, qui regroupe les anciennes Commission bancaire (pour les banques), ACAM (pour les activités d'assurance et de mutuelles), le Comité des établissements de crédit et des entreprises d'investissement/CECEI (autorité d'agrément pour les banques), et le Comité des entreprises d'assurance (autorité d'agrément pour les assurances et mutuelles).

## Certification professionnelle

### Examen AMF
Par un arrêté datant du 30 janvier 2009 (Règlement Général de l’AMF, Livre III Prestataires, art.313-7-1.-I.), l’AMF a publié les modalités de cette certification : tout Prestataire de Services d’Investissement (PSI) doit s’assurer que les personnes physiques placées sous son autorité ou agissant pour son compte disposent des qualifications et de l’expertise appropriées ainsi que d’un niveau de connaissances suffisant
La vérification du niveau de connaissances minimales peut se faire :
- soit de manière interne par tout moyen à la convenance du PSI, mais selon une procédure formalisée (évaluation interne) et contrôlable par l’Autorité des marchés financiers ;
- soit en vérifiant que le collaborateur dispose d’une attestation de réussite à un examen certifié (évaluation externe).

Calendrier de mise en place de cette certification professionnelle des acteurs de marché :
Quand et qui ?
Cette obligation entre en vigueur au 1er juillet 2010, mais ne concerne que les nouveaux entrants (dispense pour les professionnels déjà en poste au 1er juillet 2010, clause de « grand-père »), ainsi que les professionnels changeant de fonction et dont la nouvelle fonction entre dans le périmètre de la certification, avec un délai de six mois pour mise en conformité pour les PSI.

### Examen AMF Finance durable
Connu sous le nom de "Certification AMF Finance Durable", l’examen certifié "AMF Finance durable" s’adresse principalement aux professionnels exerçant des fonctions commerciales dans le secteur financier, souhaitant acquérir une culture générale sur les enjeux réglementaires et économiques liés à la finance durable. 
Il vise à fournir une compréhension des concepts fondamentaux, des produits et des méthodologies utilisés dans ce domaine, ainsi qu’à permettre la collecte des préférences de durabilité des clients afin de leur proposer des solutions adaptées.
La France figure parmi les premiers pays à avoir instauré une certification professionnelle dédiée à la finance durable.
Cet examen est également ouvert à toute personne souhaitant développer ses connaissances et compétences de base en finance durable. 
Il s’agit d’un examen facultatif, qui vient en complément de l’examen AMF généraliste.
Les questions et réponses de l’examen, élaborées par des organismes de formation certifiés, sont mutualisées dans une base commune administrée par l’Autorité des marchés financiers (AMF). Cette base est mise à jour au moins une fois par an par les organismes propriétaires des contenus, avec la tenue de deux comités annuels dédiés à cet effet.
Depuis 2022, plus de 4 700 candidats ont réussi l’examen AMF Finance durable au sein d’organismes de formation agréés.

### Comparatif européen
L'AMF régule les offres publiques françaises alors que la Financial Conduct Authority (FCA, régulateur équivalent au Royaume-Uni) ne régule pas les offres britanniques ; outre-Manche, ce rôle est dévolu à la Competition and Markets Authority (CMA) et au Panel on Takeovers and Mergers (Takeover Panel).

## Critique de l'action de l'AMF

### Affaire EADS
En mars 2006, de nombreux cadres d'EADS sont suspectés d'avoir cédé leurs actions EADS avant l'annonce publique des retards de livraison du gros porteur A380 le 13 juin 2006. Le cours de l'action plongera à la suite de cette annonce. L'AMF enquête alors sur cet éventuel délit d'initié de ces cadres. En avril 2008, le site Mediapart publie le rapport d'enquête de l'AMF, qui fait état de très fortes suspicions. On y lit par exemple que « les investigations ont permis d'identifier trois informations privilégiées, détenues, en totalité ou en partie par les dirigeants d'EADS et ses actionnaires de contrôle, antérieurement à leurs interventions directes ou indirectes sur le marché du titre EADS ». Pourtant, le 17 décembre 2009, l'AMF, referme le dossier EADS sans aucune sanction.

### Affaire Binance
Le courtier Binance spécialisé en crypto-actifs a débauché en avril 2022 l'ancienne directrice adjointe des services juridiques de l'AMF,.

## Liste noire de l'AMF
Au vu du nombre important de courtiers Forex et option binaire proposant leurs services via des plateformes en ligne, l’AMF décide le 13 octobre 2014 de lancer une campagne de sensibilisation sur ces produits hautement spéculatifs. C’est désormais de manière régulière que l’AMF met à jour une liste des sites internet non autorisés proposant du trading d’options binaires, appelée « Liste noire AMF ». Une liste équivalente est mise en ligne contre les activités de plusieurs sites Internet et entités qui proposent des investissements sur le Forex sans y être autorisés.

## Annexe